# Абраамян, Арутюн Лаврентинович
Арутю́н Лавренти́нович Абраамя́н (арм. Հարություն Աբրահամյան; род. 4 декабря 1969, Ереван) — советский и армянский футболист, вратарь, а также тренер. Бо́льшую часть своей игровой карьеры провёл в ереванском «Арарате».

## Клубная карьера
С 1987 года в течение 10 лет выступал в ереванском «Арарате». В этот отрезок вошли также два сезона, в которых Абраамян выступал за «Спитак». Возвратившись в «Арарат», забронировал место в воротах. Именно в составе гранда армянского футбола Абраамян завоевал всевозможные национальные награды: чемпионат, кубок. В составе «Арарата» трижды подряд завоёвывал кубковый трофей. В 1993 и 1995 годах становился самым надёжным вратарём сезона. В 1996 году он отправился в Иран, где выступал за «Кешаварз». В 1998 году перешёл в «Ереван». Завоевав с клубом бронзу чемпионата и пробившись в финал Кубка, где проиграл «Цементу», возвратился в «Арарат». В первый сезон возвращения Абраамян по завершении чемпионата был признан лучшим футболистом года.

## Карьера в сборной
В составе сборной СССР — чемпион Европы среди юниоров до 18 лет.

## Достижения

### Командные
«Арарат» (Ереван)
- Чемпион Армении: 1993
- Серебряный призёр чемпионата Армении (3): 1996/97, 1999, 2000
- Бронзовый призёр чемпионата Армении (2): 1994, 1998
- Обладатель кубка Армении (4): 1993, 1994, 1995, 1997

«Ереван»
- Финалист кубка Армении: 1998

«Спартак» (Ереван)
- Бронзовый призёр чемпионата Армении: 2001

### Личные
- Футболист года в Армении: 1999
- Самый надёжный вратарь (2): 1993, 1995